# محمد الزواهرة
محمد الزواهرة (1953 - 30 يوليو 2018) هو ممثل أردني من أعضاء نقابة الفنانين الأردنيين، وهو ممثل مسرحي وتلفزيوني، بدأ مشواره في مسلسل «جدار الشوك» بدور صغير أثناء عمله في أسرة القلم بالزرقاء في سبعينيات القرن العشرين، ثم شارك في مسرحية «الإنسان والظل» مع المخرج يوسف الجمل، واستمر تعامله مع المسرح والتلفزيون حتى قدم شخصية «زواد ولد عواد» مسرحياً وعُرف بها. من أعماله: مسلسل «طيور بلا أجنحة»، وحلقات «قاضي المودة»، ومسرحية «مشعل وجبينة»، و«يا هملالي»، و«زواد ولد عواد» و«زواد أوباما في الكونغرس». تزوج من الفنانة ناريمان عبد الكريم وأنجب منها ابنان هما كرم ونجم.